# Raivis Belohvoščiks
Raivis Belohvoščiks (Riga, Letonia, 21 de enero de 1976) es un ciclista letón.
Debutó como profesional en el año 1999 con el equipo Lampre-Daikin.

## Palmarés
| 1997 - 1 etapa del Tour de Valonia 1999 - Gran Premio de Europa (haciendo pareja con Marco Pinotti) - 1 etapa en la Vuelta a Alemania - 3.º en el Campeonato de Letonia en Ruta - 1 etapa de la Vuelta a Suiza 2000 - 1 etapa de la Vuelta a Suiza - Campeonato de Letonia Contrarreloj - 2.º en el Campeonato de Letonia en Ruta 2001 - Campeonato de Letonia Contrarreloj - 1 etapa en el Tour de Luxemburgo - 3.º en el Campeonato de Letonia en Ruta 2002 - Campeonato de Letonia Contrarreloj - Campeonato de Letonia en Ruta | 2003 - Tres Días de La Panne, más 1 etapa - Campeonato de Letonia Contrarreloj 2005 - Campeonato de Letonia Contrarreloj 2006 - Chrono des Nations-Les Herbiers-Vendée - Campeonato de Letonia Contrarreloj - 1 etapa del Tour de Japón 2007 - Campeonato de Letonia Contrarreloj 2008 - Campeonato de Letonia Contrarreloj - 1 etapa del Eneco Tour 2009 - Campeonato de Letonia Contrarreloj 2010 - Campeonato de Letonia Contrarreloj |

## Resultados en Grandes Vueltas y Campeonatos del Mundo
| Carrera              | Carrera              | 1999 | 2000 | 2001  | 2002  | 2003 | 2004 | 2005  | 2006 | 2007  | 2008  | 2009 | 2010 | 2011 |
| -------------------- | -------------------- | ---- | ---- | ----- | ----- | ---- | ---- | ----- | ---- | ----- | ----- | ---- | ---- | ---- |
|                      | Giro de Italia       | ―    | ―    | ―     | ―     | ―    | ―    | ―     | ―    | 117.º | F. c. | ―    | ―    | ―    |
|                      | Tour de Francia      | Ab.  | ―    | 110.º | 118.º | ―    | ―    | ―     | ―    | ―     | ―     | ―    | ―    | ―    |
|                      | Vuelta a España      | ―    | ―    | ―     | ―     | ―    | ―    | ―     | ―    | ―     | ―     | ―    | ―    | ―    |
| Mundial en Ruta      | Mundial en Ruta      | 42.º | Ab.  | Ab.   | ―     | Ab.  | Ab.  | 119.º | 57.º | ―     | ―     | ―    | ―    | ―    |
| Mundial Contrarreloj | Mundial Contrarreloj | 4.º  | 12.º | 37.º  | 10.º  | Exp. | 41.º | 16.º  | 12.º | 13.º  | 46.º  | 45.º | 28.º | ―    |

—: no participa
Ab.: abandono
F. c.: fuera de control
Exp.: expulsado

## Equipos
- Lampre-Daikin (1999-2002)
- Marlux/Chocolade Jacques (2003-2004)
  - Marlux-Wincor Nixdorf (2003)
  - Chocolade Jacques-Wincor-Nixdorf (2004)
- Team Universal Caffe/C.B. Immobiliare (2005-2006)
  - Team Universal Caffe'-Styloffice (2005)
  - C.B. Immobiliare-Universal Caffe' (2006)
- Saunier Duval/Scott (2007-2008)
  - Saunier Duval-Prodir (2007)
  - Scott-American Beef (2008)
- Betonexpressz-Limonta (2009)[1]
- Ceramica Flaminia-Bossini Docce (2010)
- Team Vorarlberg (2011)